# Rezija
Rezija (rezijansko Rozajanska dulḯna, furlansko Resie, italijansko Resia) je alpska dolina v severovzhodni Italiji.
Njeno področje predstavlja tudi istoimensko občino (Rośajanskë Kumün), ki je od 2016 članica novoustanovljene Medobčinske zveze Železne in Kanalske doline (kot dela nekdanje Pokrajine Videm) v avtonomni deželi Furlaniji - Julijski krajini. Rezija meji na slovenski občini Kobarid in Bovec, sicer pa še na italijanske občine Kluže, Bardo, Na Bili in Pušja vas. Od Gorice je oddaljena okrog 54 km, od Vidma pa okrog 35 km. Iz Slovenije je najhitreje dostopna preko mejnega prehoda Rateče ali Učja. Po podatkih iz leta 2004 je imela Rezija 1.244 prebivalcev, 2021 pa le še okoli 900. Dolina obsega površino 119 km².

## Geografija
Dolina Rezije leži v severovzhodnem delu Furlanije - Julijske krajine: to je predalpska dolina, ki se razteza 20 km zahod-vzhod, po njej pa teče proti zadohu istoimenski potok Rezija, ki se izliva v reko Belo. Na vzhodu jo zapira gorski masiv, od katerega je Visoki Kanin (2587 m) predstavlja najvišjo točko, ki označuje mejo med Italijo in Slovenijo. Najpomembnejši vidik doline je poleg nespornega jezikovno-kulturnega pomena naravoslovni profil: potopljena v zeleno kotlino, nad katero bdijo Kaninski vrhovi, ki jih dobršen del leta pokriva sneg, in je del regionalnega naravnega parka Julijske Predalpe (Parco naturale delle Prealpi Giulie), ki je bil ustanovljen leta 1996 in obsega okrog 100 km². Vredna je obiska tako za neposreden stik s prebivalci vasi kot za prijetne izlete v eno najbolj sugestivnih alpskih dolin.
V dolini je 5 glavnih naselij, ki so od zahoda proti vzhodu Na Bili /Bilä (San Giorgio), Ravanca (Prato), Njiva (Gniva), Osojane (Oseacco) in Solbica (Stolvizza); obstajajo tudi zaselki Lipovec (Lipovaz), Crisacis, Gost, Liščaca (Lischiazze), Korito (Coritis) in v sosednji dolini južneje, Učja (Uccea). Tam je tudi vremenska postaja Rezija (Resia). Do nje se pride tako, da se sledi Tabeljski cesti (SS13 Pontebbana) v smeri proti Trbižu ali od cestninske postaje Karnija-Tolmeč (Carnia-Tolmezzo) avtoceste A23 v smeri proti Trbižu, po približno 10 km se prispe v vas Na Bili in sledi križišču za Rezijansko dolino.

## Zgodovina
Rezija je omenja v testamentu grofa Kacelina iz konca 11. stoletja, ki jo je po smrti podaril oglejskemu patriarhu Frideriku skupaj številnimi alodi v Furlaniji in na Koroškem, v okviru meja, katere so vključevale tudi »sartum montem«. V srednjem veku se je izraz »mons« nanašal na obstoječe koče na gori Žrd (Monte Sart) in je odprta možnost, da je v dolini že tedaj obstajala stalna naselbina. Zato je sprejeto, da so v 6. in 7. stoletju tudi Rezijansko dolino poselila slovanska plemena iz današnje Koroške, ki so se premikala proti jugu in se naseljevala v dolinah severne Furlanije in obmejnem pasu današnje Slovenije. Na to kažejo šrevilna slovenska krajevna imena, posejana po Kanalski in Železni dolini.
Rezijanska zgodovina je tesno povezana z Oglejskim patriarhatom, saj je bila pod oblastjo mogočne opatije sv. Gala v Možacu vse do prihoda Beneške republike leta 1420. Pripadnost Benečanom je Rezijanom prekinila stike s Posočjem, ki so prej prav tako spadali pod patriarhat. Nadaljnja zgodovina je podobna kot pri drugih območjih: prihod Napoleona, prehod pod Avstro-ogrsko cesarstvo in končno priključitev kraljevini Italiji leta 1866.

## Rezijani
Rezijani predstavljajo vzhodno-alpske slovanske prebivalce Rezijanske doline, ki so zaradi geografske lege in orografske odrezanosti doline od preostale Slovenije razvili značilno rezijansko govorico in kulturo. Ker je rodovitne zemlje, primerne za obdelavo, v dolini bolj malo, so Rezijani od nekdaj iskali kruh na tujem, skoraj po vsej Evropi, predvsem kot potujoči trgovci in krošnjarji, kasneje tudi kot trgovci s sadjem in zelenjavo. Rezijani so bili poznani tudi kot brusači, v delavnici, ki so jo vozili kar na kolesu, so brusili nože in škarje ter popravljali lonce in dežnike. Tudi ženske, ko so običajno doma skrbele za živino in v košarah na hrbtu nosile seno z visokih senožeti, so se pogosto oprtale s suho robo (izdelano doma v dolgih zimah) in jo nosile naprodaj daleč naokoli.

### Etnična identiteta[1]
Zaradi svoje izolacije od ostalih Slovencev so razvili zelo močno lokalno identiteto, ki je skoraj da mitološka, saj se imajo za nekaj posebnega. Po mnenju večine Rezijanov oni niso Slovenci in ne govorijo slovenščine, ampak se imajo za svoj narod (Rezijane) in po njihovem govorijo Rezijanski jezik, ki ga jezikoslovci sicer vključujejo kot del slovenskih narečji.
Njihova lokalna identiteta je tako močna, da so ko je Občina Rezija prišla na seznam Občin z zaščitenim slovenskim jezikom nekateri celo protestirali in zbirali podpise, da se v Reziji nimajo za Slovence. Na koncu pa je Rezija kljub protestom ljudi ostala na seznamu teh občin s Slovenskim jezikom, saj je Rezijanščina priznana kot Slovensko narečje tako iz strani jezikoslovcev, držav Republike Italije in Slovenije ter tudi manjšinskega dela njenih prebivalcev.

### Spori[2]
Po izvolitvi trenutnega župana Sergeja Chineseja, ki je trdi da Rezijani in rezijanščina nimajo nič skupnega z Slovenci in slovenščino. Zaradi tega je občina zahtevala, da se Rezijo izloči iz seznama občin z zaščitenim slovenskim jezikom, kar mu pa ni uspelo. Šel je celo spreminjati dvojezične table, ki so napisane v Rezijanskem narečju s posebno abecedo v italijansko abecedo, z denarjem ki ga je dobil kot prispevek dodeljen občini preko zaščitnega zakona, kar je bilo v nasprotju z zakonom o zaščiti slovenke skupnosti v Italiji in jih je posledično moral spremeniti nazaj na lastne stroške občine.

#### Dvojezične osebne izkaznice
Leta 2010 ko je v dolini prvi prebivalec dobil dvojezično izkaznico so nekateri strogo protestirali in domnevno celo pretepli osebo z dvojezično izkaznico.

#### Zaščita Rezijanščine kot ogrožen jezik pod UNESCO
Rezijansko narečje naj bi bilo zaščiteno od leta 2010 kot ogrožen jezik, vendar je zapisan pod slovensko ISO-639 kodo, kar pomeni da je priznan bolj kot kot ogroženo narečje.

#### Mit o ruskem izvoru
V dolini zaradi dela poljskega jezikoslovca Jan Baudouin de Courtenayj v 19. stoletju, je razširjeno prepričanje da je Rezijansko narečje bližje ruščini. Vendar je poljski jezikoslovec kasneje v življenju priznal, da je rezijansko narečje pomotoma klasificiral kot del vzhodno slovanskih jezikov. Zaradi tega so povabili Ruske jezikoslovce v Rezijo, da naj preverijo če je rezijanščina bolj podobna ruščini in ti jezikoslovci so samo ponovili trditev, da je rezijanščina slovensko narečje.

#### Genetske raziskave
V Reziji so tudi naredil genetske raziskave in domnevno ugotovili, da imajo zelo drugačen DNA od svojih sosedov tako v Furlaniji - Juliski krajini, kot v Sloveniji zato nekateri trdijo, da niso prišli v dolino Rezijo skupaj z Slovenci in naj bi zaradi tega bili ne povezani z njimi. Vendar to ne razloži zakaj govorijo narečje, ki je klasificirano kot slovensko narečje.

## Slovenci v Reziji
V nekdanji videmski pokrajini je jezikovni položaj slovenske narodne skupnosti bolj problematičen, saj so bili tamkajšnji Slovenci in Slovenke v preteklosti slabše organizirani in narodno gibanje v 19. stoletju nanje ni imelo vpliva. Z jezikovnega vidika se od Tržaškega in Goriškega razlikujejo tudi po tem, da že v preteklosti, pod kraljevino Italijo, niso bili deležni šolanja v slovenščini. V Benečiji tako od leta 2001 deluje državna večstopenjska dvojezična šola v Špetru, ki je bila ustanovljena kot zasebna šola leta 1984. V Reziji imajo prebivalci in prebivalke na voljo le tečaje rezijanskega narečja, v Kanalski dolini pa imajo pri organizaciji tečajev slovenskega knjižnega jezika precejšnje težave.

## Rezijanščina
Rezijanščina, ki se v narečju razlikuje od vasi do vasi, je staro slovensko slovensko narečje, ki ga lahko, če se potrudi, razume vsak Slovenec. Rezijani pravijo o sebi, da romunijo po rozejanski. Prvi zapis v rezijanščini je Očenaš iz 18. stoletja, ki je na ogled v cerkvi v Bili (San Giorgio). Rezijanščina je konec 20. stoletja dobila tudi svoj prvi pravopis. Zaradi gospodarskih razmer se prebivalstvo Rezije sooča z izseljevanjem in s posledično nizko rodnostjo, vse to pa po drugi strani vpliva na manjšanje kroga ljudi, ki uporabljajo rezijanščino. Rezijani so bili le delno vključeni v slovensko etnogenezo; čeprav se v slovanski družbi izrekajo za Slovence (Slavince) in v italijanski družbi za Italijane, ohranjajo tudi domačo pokrajinsko-govorno etnično zavest. Slovenci so to dolino in njene prebivalce počastili s poimenovanjem dveh ulic; ena »Rezijanska ulica« je v Ljubljani, druga pa v Mariboru.
- Rezijanski Očenaš
- Dvoježična italijansko-rezijanska cestna oznaka pred vasjo Bilä
- Glasbeni sestav, ki igra tipične rezijanske motive
- Rezijanska narodna noša

## Rezijansko ljudsko izročilo
Rezijanske ceremonije, pesmi, glasba, plesi in pravljice so samonikle in so v 20. stoletju našle mnoge predelave. Njihovo izročilo so uporabili slovenski skladatelji Alojz Srebotnjak, Jani Golob, Aldo Kumar in drugi. Značilne so tudi rezijanske pustne maske.

### Rezijanska mitologija
Rezijanska mitologija vsebuje pripovedi o divjih ženah (dujačesah), ki jih poznamo tudi drugod po Sloveniji. Posebnost rezijanskega mitološkega izročil so pripovedi dveh o močnih, samotarskih orjakih-junakih- o tihotapcu Lölu Kotliču, ki je obračunal z žandarji, in o zaščitniku vasi Dardaju, in ki glede na kriterij Georgesa Dumézila spadata med junake Vāyujevega tipa. Posebnost je tudi neopredeljivo zlobno bajeslovno bitje Grdinica, ki nastopa tudi v otroški televizijski lutkovni seriji Zverinice iz Rezije, pripravljeni po pripovedih, ki jih je v Reziji zbral etnolog in etnograf dr. Milko Matičetov.

## Rezijanska naselja
| Slovensko   | Rezijansko | Italijansko            | Furlansko           |
| ----------- | ---------- | ---------------------- | ------------------- |
| Ravanca     | Ravanzä    | Prato (di Resia)       | Prât (di Resie)     |
| Bela / Bila | Bilä       | San Giorgio (di Resia) | San Zorç (di Resie) |
| Osojane     | Osoanë     | Oseacco                | Oseac               |
| Njiva       | Njïwa      | Gniva                  | Gnive               |
| Liščaca     | Lišćaza    | Lischiazze             | Liscjace            |
| Solbica     | Stolbiza   | Stolvizza              |                     |
| Korito      | Korütö     | Coritis                | Curitis             |
|             |            | Gost                   |                     |
|             |            | Crisacis               |                     |
| Lipovec     |            | Lipovaz                |                     |

V zatrepu doline pa Korito (Coritis), vendar prebivalci v njem niso nastanjeni skozi vse leto.

### Kulturne ustanove
Ob šolskem centru v Ravanci, kjer je tudi občinski sedež, stoji rezijanski etnografski muzej Naš Muzeo, ki je bil tako kot Kulturska hiša (kulturno središče Rezijanov), zgrajen s pomočjo Slovenije po potresu leta 1976.

## Šport
V Reziji deluje amatersko športno društvo z imenom ASD Val Resia, ki skrbi za razne športne prireditve in dogdke. Imajo celo svoje nogometno moštvo, ki igra v nižjih italijanskih ligah v Furlaniji - Julijski krajini.

## Galerija
- Glavna ulica v Ravanci (Prato)
- Cerkev v Bili (San Giorgio)
- Rozajanska kültürska hiša v Ravanci
- Korito (Coritis), zadnja vas pred zatrepom doline
- Solbica (Stolvizza)